# Phiala abyssinica
Phiala abyssinica är en fjärilsart som beskrevs av Aurivillius 1904. Phiala abyssinica ingår i släktet Phiala och familjen Eupterotidae. Inga underarter finns listade i Catalogue of Life.